# Linhares (Carrazeda de Ansiães)
Linhares es una freguesia portuguesa del municipio de Carrazeda de Ansiães, con 27,39 km² de superficie y 574 habitantes (2001). Su densidad de población es de 21,0 hab/km².